# 颂昙
颂昙（1590年—1628年12月12日），一譯颂探，暹羅（泰國）阿瑜陀耶王國國王，1610年至1628年在位。
颂曇是暹羅王厄伽陀沙律之子，為妾所生。他被送入寺院出家長達八年，1610年，他的兄弟西紹瓦帕被暗殺後，頌曇還俗，繼位為國王。
頌曇是一位十分崇敬佛教的的君主。在位期間是暹羅脫離緬甸東吁王朝之後的繁榮時期，外國人（尤其是荷蘭人和日本人）紛紛前來暹羅進行貿易活動。他的衛隊中充滿了外國雇傭軍，其中最著名的一位人物就是日本人山田長政。
| 前任： 西紹瓦帕 | 暹羅國王 | 继任： 切塔提拉 |